# Aeroportul Pukarua
Aeroportul Pukarua (IATA: PUK, ICAO: NTGQ) este un aeroport din Pukarua⁠(d), Reao⁠(d), îles Tuamotu-Gambier⁠(d), Polinezia Franceză, Franța ce deservește zona Pukarua⁠(d). Aeroportul a fost tranzitat în 2022 de 1.910 pasageri. A fost deschis în 1979 și numit după zona deservită.
Situat la o altitudine de 2 m, aeroportul dispune de o singură pistă.